# Passata di pomodoro
La passata di pomodoro è una conserva alimentare a base di pomodoro.

## Differenze tra passata, salsa, conserva, polpa e concentrato di pomodoro
La passata di pomodoro è spesso confusa con la salsa di pomodoro, che è invece ottenuta cuocendo la passata di pomodoro e aggiungendovi altri ingredienti, come cipolla, aglio, olio di oliva extravergine, erbe aromatiche o spezie. Anche alcune preparazioni della passata di pomodoro prevedono l'aggiunta di ingredienti, come ad esempio basilico, olio extravergine di oliva e sale, che possono quindi essere già presenti nella passata oppure aggiunti nella salsa durante la preparazione dei piatti.
Secondo la definizione data nell'Art. 24 della legge n. 154 del 2016, il termine "conserva di pomodoro" può essere utilizzato per vari tipi di prodotti derivati del pomodoro che sono preparati tramite tecniche conserviere, che possono contenere pomodori non pelati interi, pomodori pelati interi o pomodori in pezzi. Secondo tale definizione, la passata di pomodoro non sarebbe quindi una "conserva di pomodoro".
Rispetto alla passata, la polpa di pomodoro non prevede la passatura e la cottura del pomodoro, bensì la sola pelatura e spolpatura, per cui è caratterizzata da pezzi più grossi.
Il concentrato di pomodoro ha un processo di preparazione simile a quello della passata di pomodoro, con la differenza che il prodotto finale è più denso, grazie ad una maggiore evaporazione dell'acqua.

## Preparazione fatta in casa

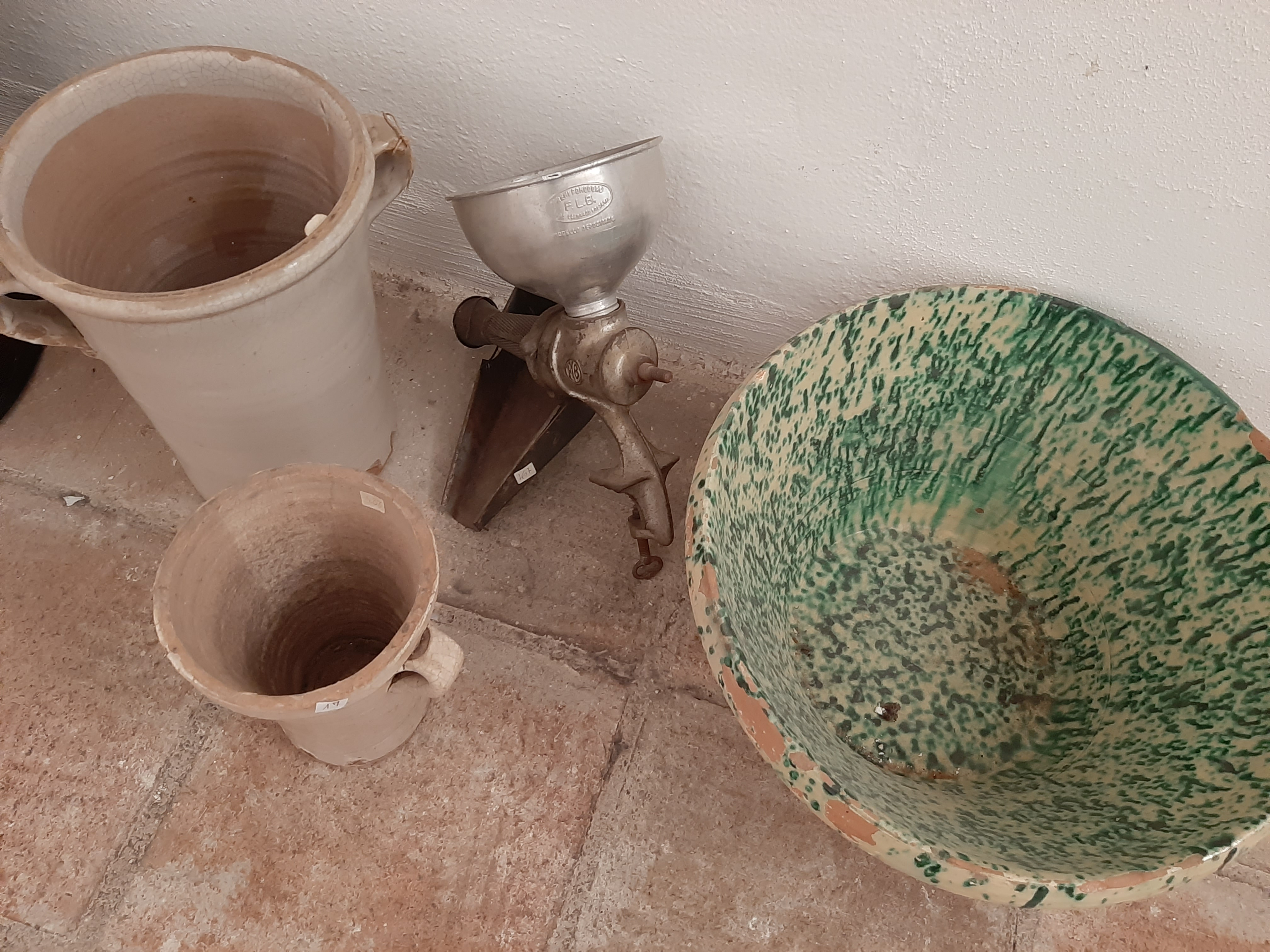
Strumenti tradizionali per la produzione della passata di pomodoro in Sicilia (Museo civico Nicola Barbato, Piana degli Albanesi)

I pomodori tipicamente utilizzati per la passata di pomodoro sono i pomodori di San Marzano e i pomodori tondi da sugo. Altre varietà di pomodori utilizzati sono le varietà ciliegino, datterino, Smec 20, corbarino, fiaschello, pera d'Abruzzo, pizzutello, pomodoro di Pachino, pomodoro di Villa Literno, pomodoro Regina, riccio di Parma, pomodoro Roma, torpedino e prunill. In ogni caso, per la passata di pomodoro si utilizzano pomodori maturi, non acerbi.

### Pulizia
La pulizia dei pomodori consiste anzitutto nel selezionare i pomodori scartando quelli che presentano muffe o ammaccature o altri segni di deterioramento, quindi si tolgono i piccioli (e eventualmente anche la parte bianca, i semi ed eventuali parti rovinate) e si puliscono i pomodori in acqua corrente.

### Passatura e cottura
I pomodori sono eventualmente cotti (preparazione a cotto) o lasciati crudi o semplicemente scottati (preparazione a crudo), quindi sono passati in un passapomodoro o passaverdura (manuale o elettrico), che è dotato di un setaccio attraverso il quale passa la polpa del pomodoro per pressatura, mentre le bucce e gli eventuali semi (se non sono stati tolti prima dal pomodoro) sono trattenuti dal setaccio.

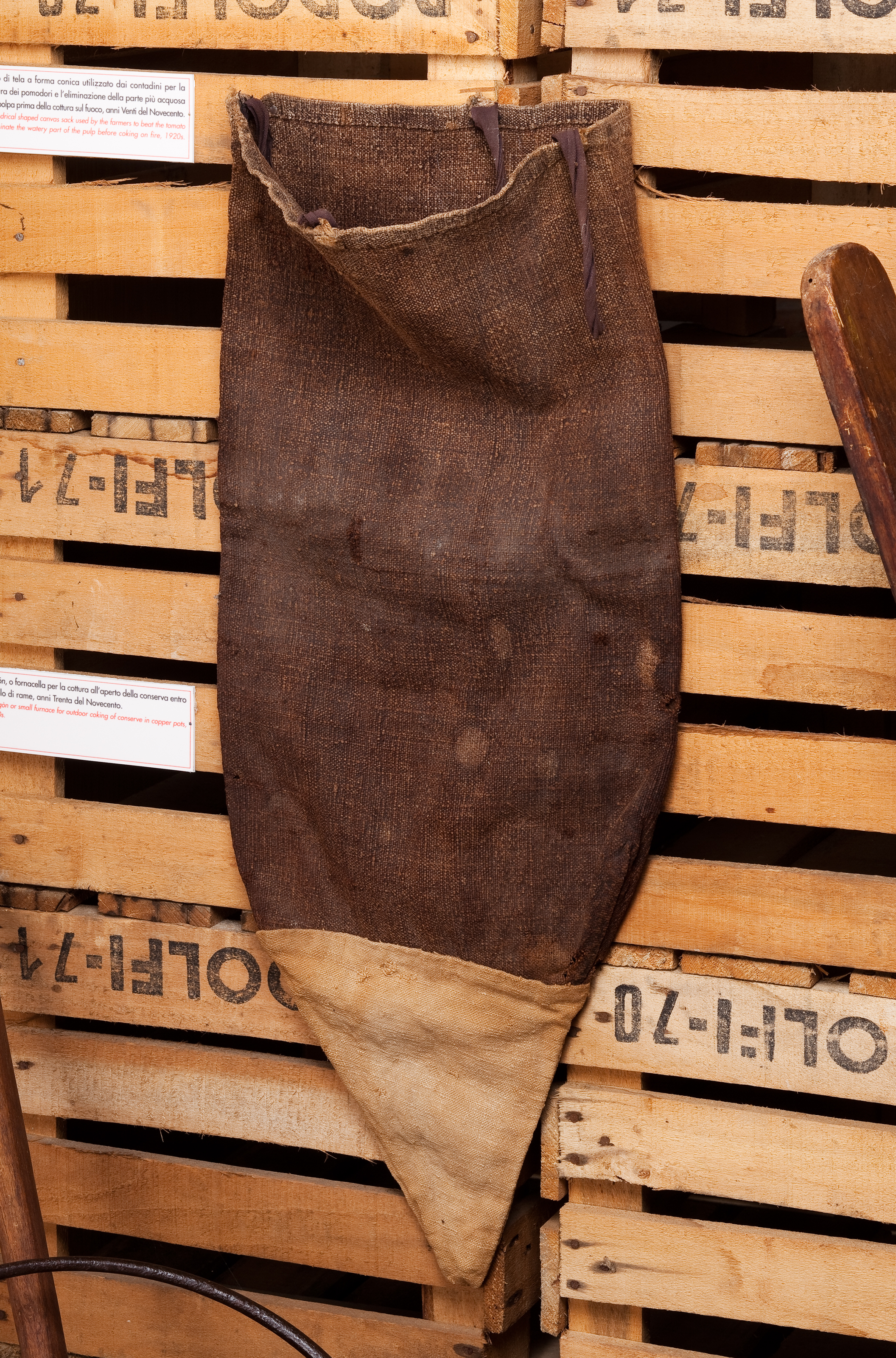
Sacco di tela a forma conica utilizzato in passato dai contadini per la battitura dei pomodori e l'eliminazione della parte più acquosa della polpa, prima della cottura sul fuoco (anni 1920 circa)
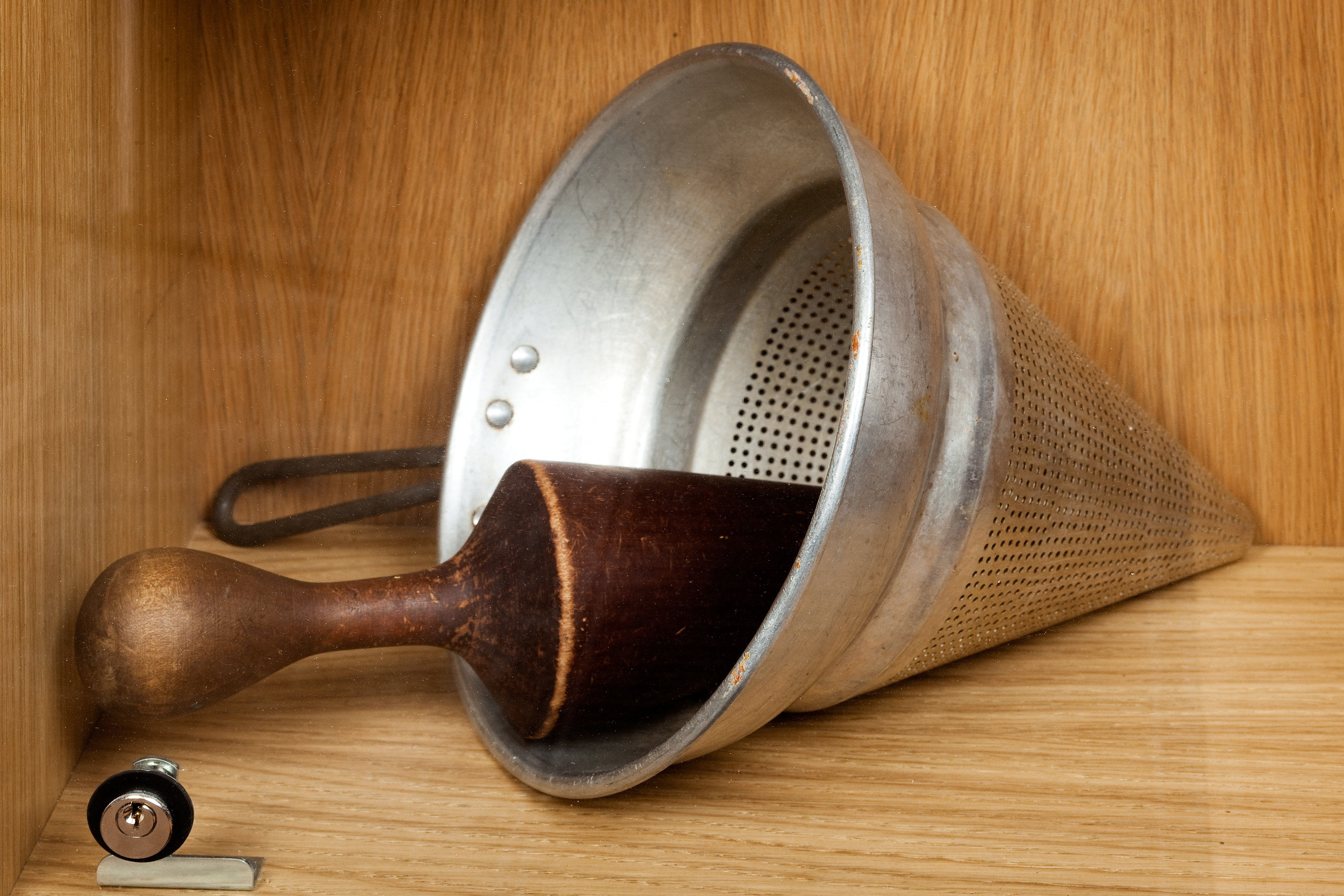
Antico passapomodoro manuale con pestello in legno
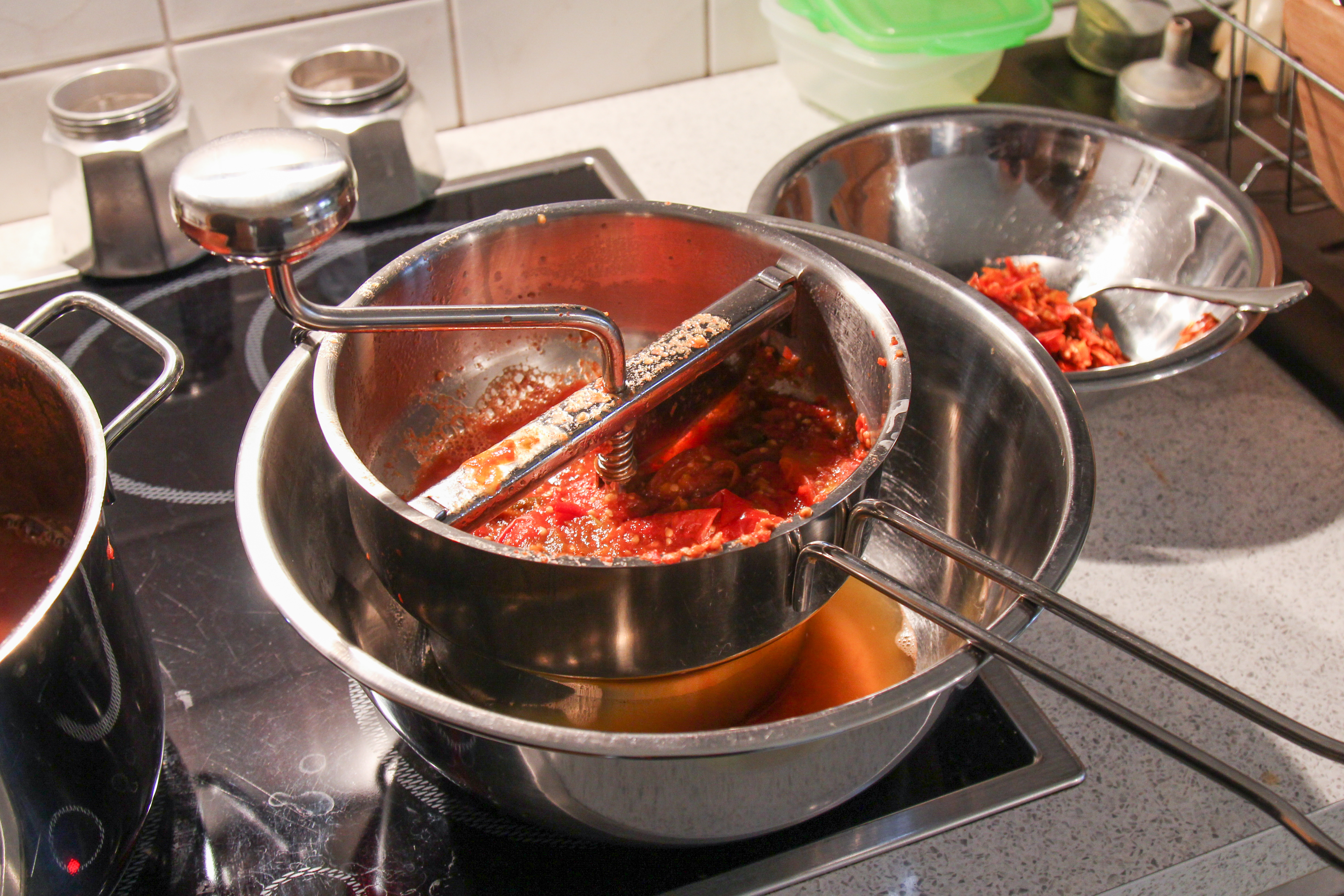
Passaggio al setaccio dei pomodori per ottenere la passata di pomodoro
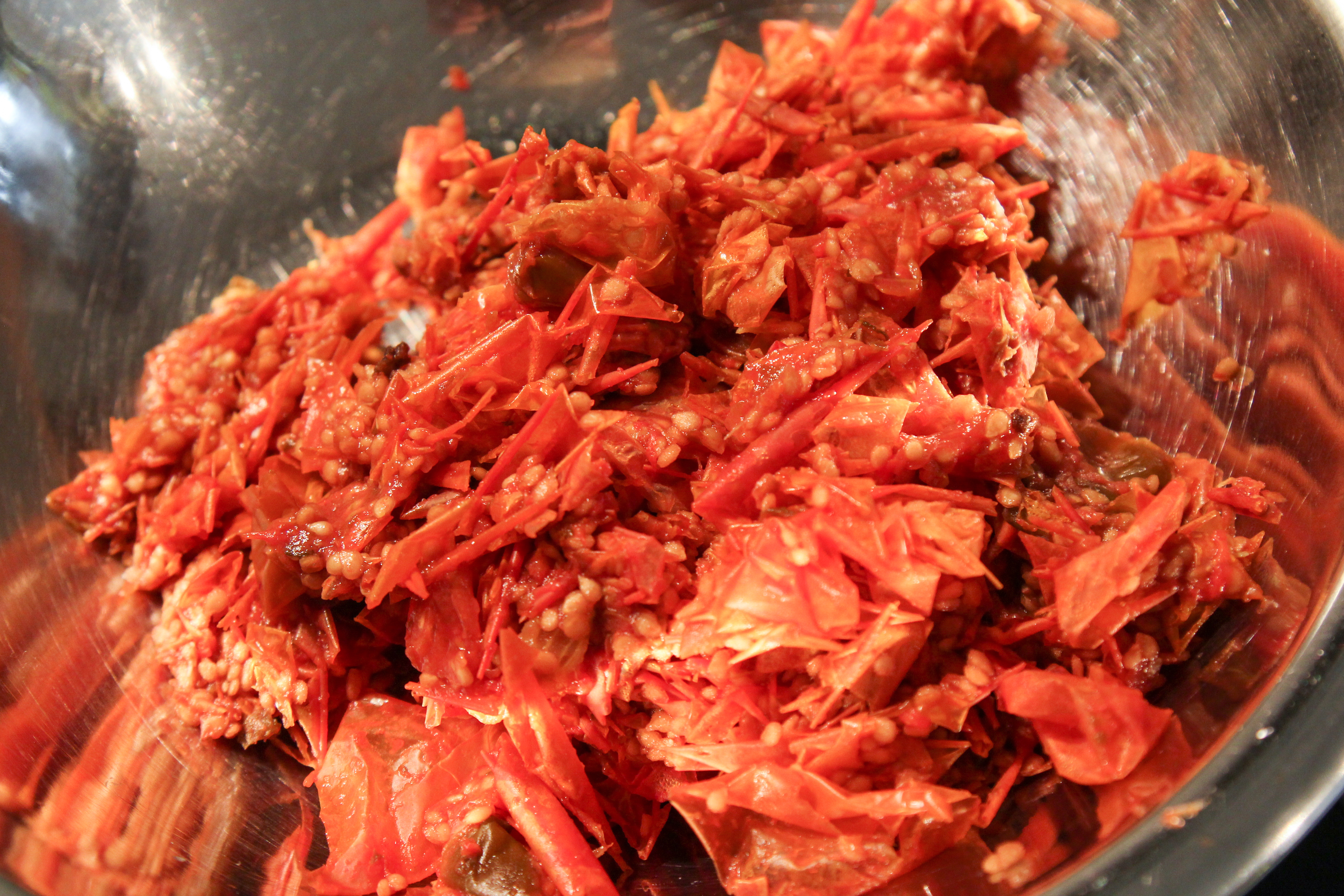
Scarti (bucce, semi) del passaggio al setaccio dei pomodori

#### Preparazione a cotto
Nella preparazione a cotto, i pomodori sono passati nel passaverdura dopo essere stati sottoposti a cottura in acqua bollente. La cottura del pomodoro ammorbidisce la buccia, agevolando quindi il suo distacco dalla polpa.
L'acqua di cottura dei pomodori (detta "acqua di vegetazione") è spesso allontanata per evitare che la passata assuma altrimenti un sapore più aspro e amarognolo.
Successivamente al passaggio al setaccio, la passata è cotta nuovamente per renderla più densa. Può anche essere filtrata per renderla più fine.

#### Preparazione a crudo
Nella preparazione a crudo, i pomodori sono passati a crudo oppure dopo una breve scottatura. Dopo l'imbottigliamento, la passata è comunque sottoposta a pastorizzazione.

### Imbottigliamento e pastorizzazione
L'imbottigliamento della passata (in barattoli o in bottiglie in vetro, preventivamente sterilizzati e asciutti) e la successiva pastorizzazione sono necessari per conservare la passata, altrimenti andrebbe consumata nel giro di pochi giorni.
La sterilizzazione di barattoli o bottiglie è svolta in pentola, ma esistono anche altri metodi di sterilizzazione: nel forno, nel microonde o in lavastoviglie. Dopo la sterilizzazione, i barattoli devono essere lasciati asciugare completamente.
La passata è introdotta nelle bottiglie o nei barattoli senza riempirli completamente, lasciando uno spazio di qualche centimetro, per evitare che durante la successiva operazione di pastorizzazione il calore faccia scoppiare i recipienti.
I barattoli sono tappati semplicemente avvitando il coperchio dello stesso barattolo, mentre per tappare le bottiglie è necessario sigillare i tappi con una macchina tappabottiglie.
Dopo la tappatura, si procede alla pastorizzazione, che crea un effetto "sottovuoto", evidenziato, nel caso dei barattoli, dal fatto che il centro del tappo non si lascia schiacciare.
Durante la pastorizzazione, le bottiglie possono essere avvolte in un canovaccio prima di cuocerle nella pentola.
Quando si utilizzando i barattoli, dopo la tappatura sono spesso capovolti: pare che questo accorgimento ne aumenti il tempo di conservazione.
Tradizionalmente, la passata di pomodoro si prepara 1 volta all'anno, per cui al posto di pastorizzare la passata in una pentola, si utilizzano grossi fusti metallici. Particolare attenzione va posta nella collocazione delle bottiglie e dei vasi di vetro affinché in fase di bollitura non vibrino e cozzino l'una con l'altra, con il conseguente rischio di rotture; a tale scopo si inseriscono dei canovacci per distanziare le bottiglie o i barattoli. Quando l'acqua è tornata a temperatura ambiente, le bottiglie sono quindi estratte.

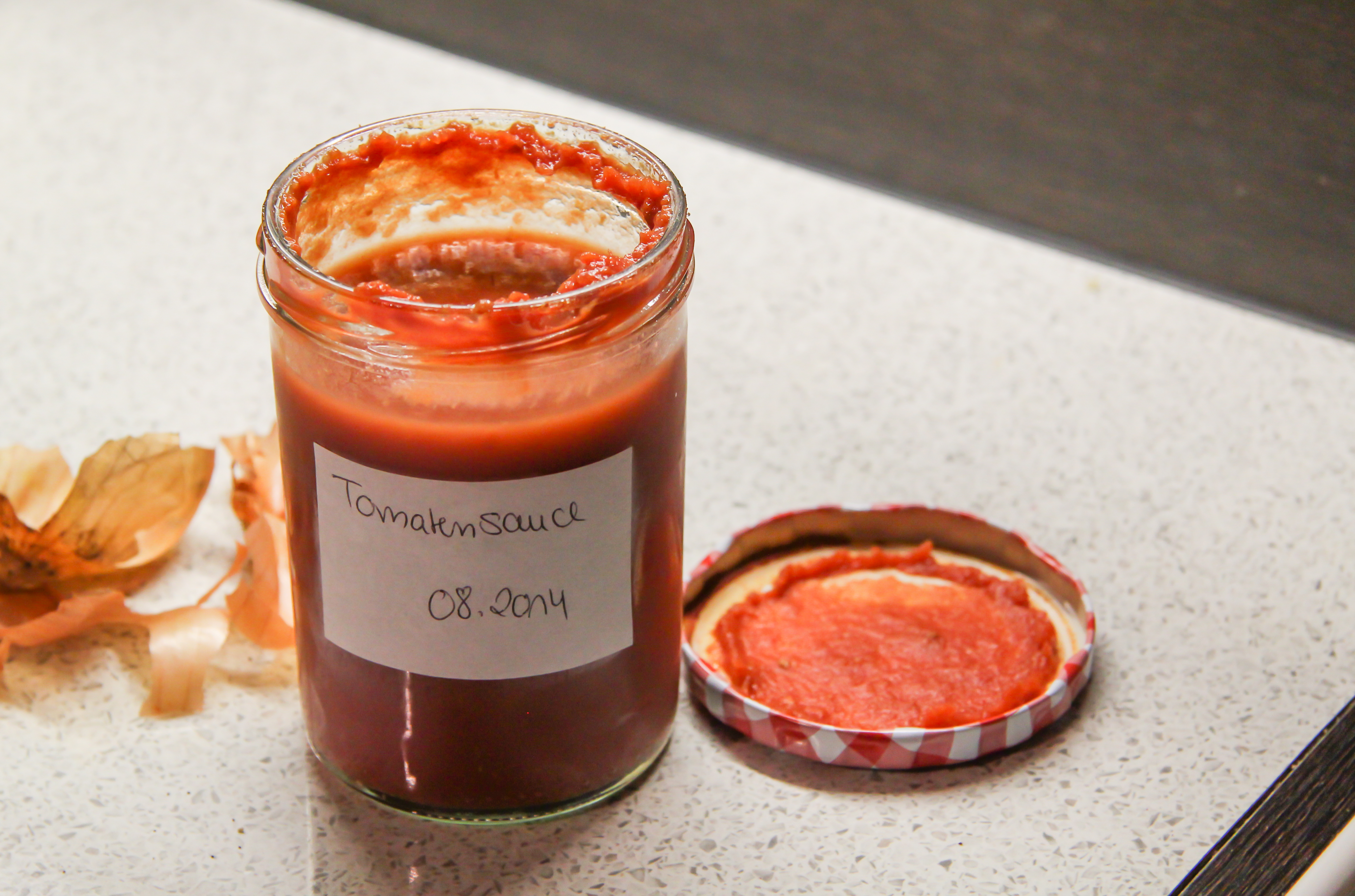
Passata di pomodoro fatta in casa, conservata in barattolo

## Produzione industriale
La produzione in ambito industriale della passata di pomodoro ha inizio con il ricevimento nella fabbrica dei pomodori, trasportati alla rinfusa. I pomodori, per potete essere accettati dalla produzione, sono controllati visivamente (per evitare un contenuto eccessivo di frutti non maturi, terra e sassi) e viene valutato il suo residuo zuccherino. I pomodori non idonei, la terra e i sassi residui sono quindi allontanati e scartati attraverso lavaggio con getti d'acqua, controlli automatici (selezionatrici ottiche), dischi pulitori e cernita manuale. I pomodori selezionati per la lavorazione sono invece stoccati in apposite vasche parzialmente riempite d'acqua. Queste prime fasi sono comuni per tutti i tipi di prodotti derivati del pomodoro (concentrato di pomodoro, passata di pomodoro e pomodori pelati).
La produzione della passata di pomodoro segue quindi le stesse fasi di produzione del concentrato di pomodoro, tranne per il fatto che non viene svolta la fase di concentrazione e la scottatura è svolta più lentamente e a temperature più basse. Tali fasi sono:
- triturazione (ad esempio tramite un mulino a martelli)
- scottatura, per agevolare il distacco della buccia dalla polpa
- raffinazione: in questa fase i pomodori passano prima in una passatrice (che ne separa la buccia e i semi attraverso l'azione di una coclea e della forza centrifuga che spinge i pomodori verso settaci via via più fini), e poi in una raffinatrice (con setacci ancora più fini)
- pastorizzazione
- confezionamento.

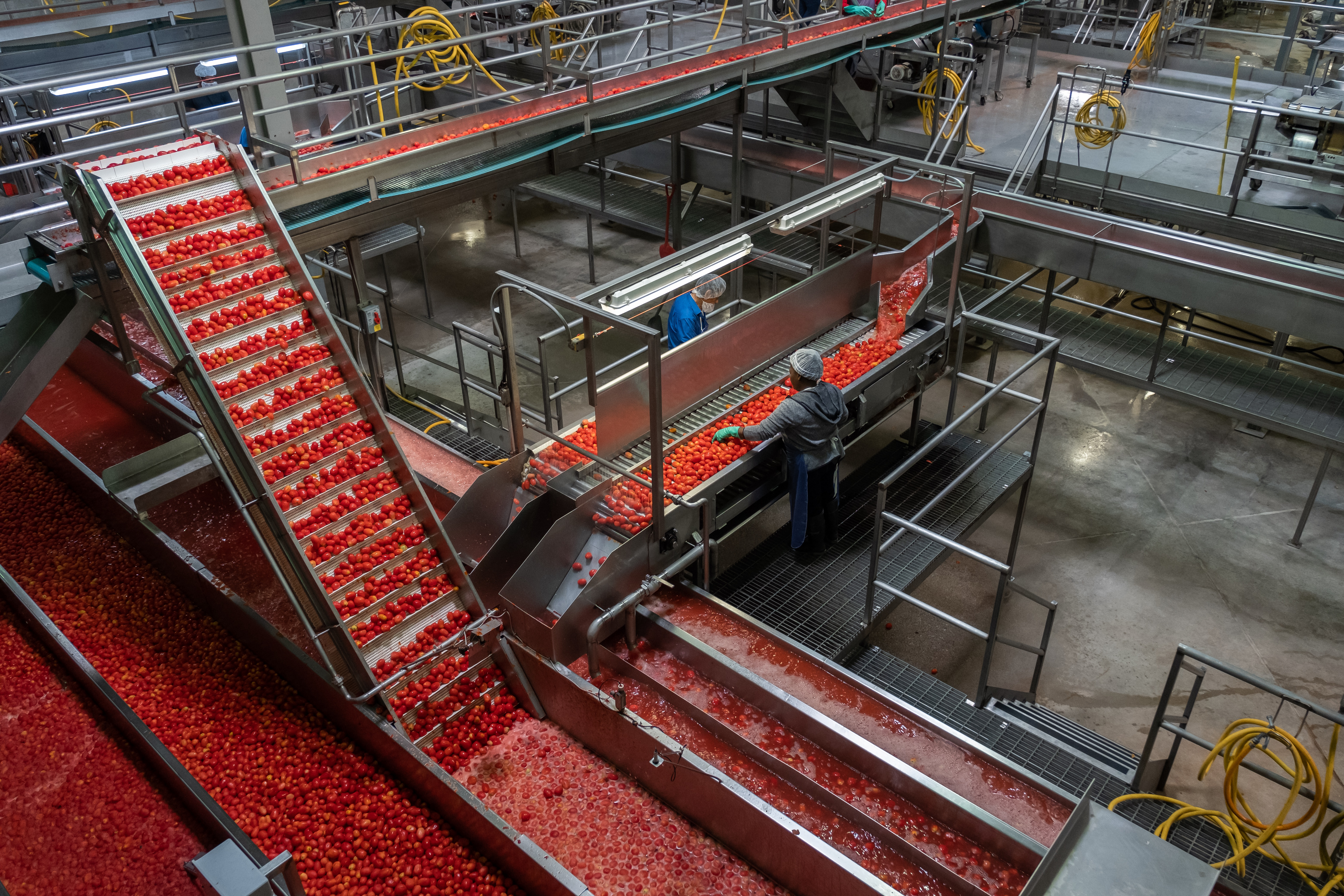
Cernita e lavaggio dei pomodori
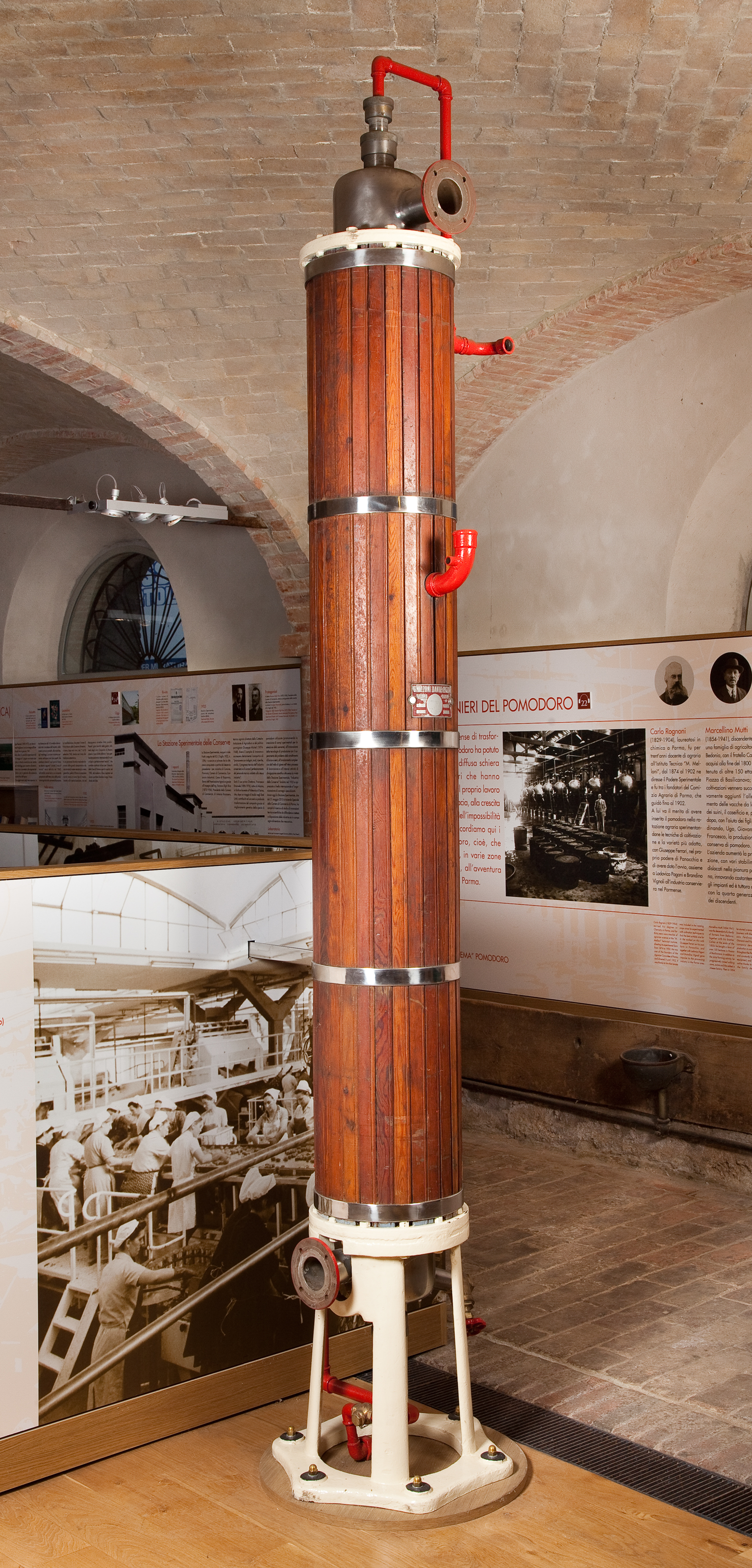
Macchina brovatrice per scottare i pomodori (1955 circa)
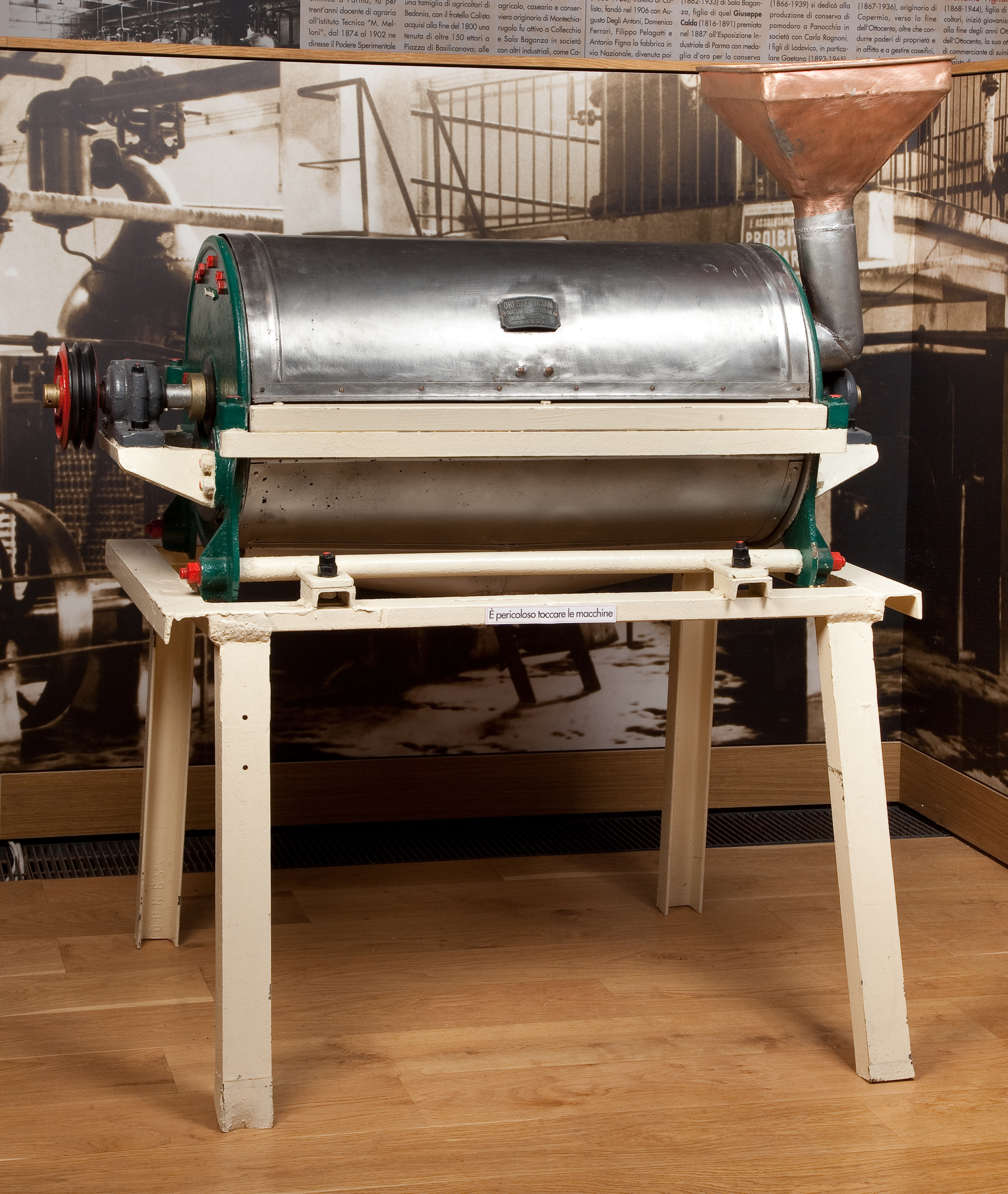
Macchina passatrice (1945 circa)
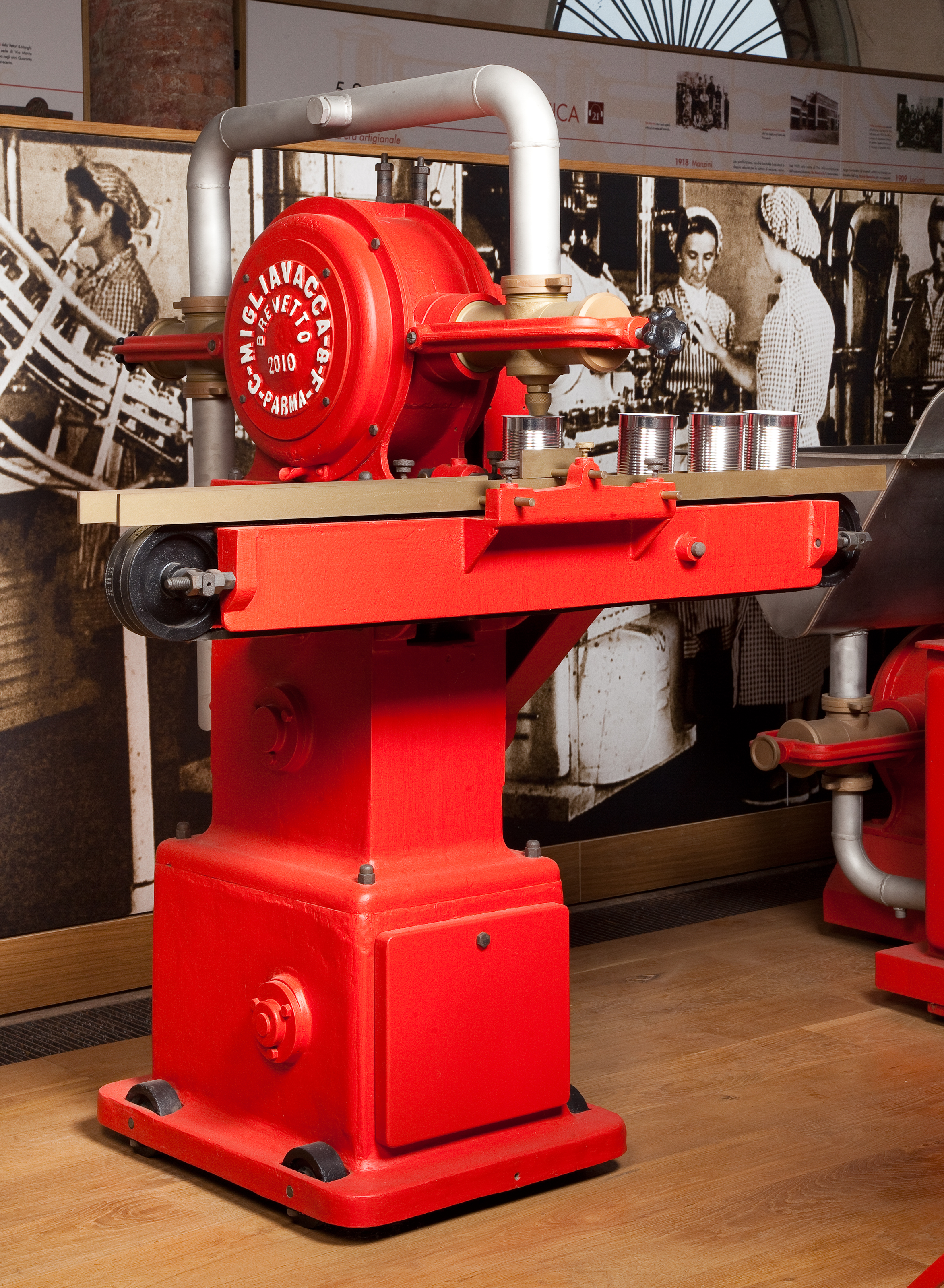
Macchina riempitrice (1946 circa)
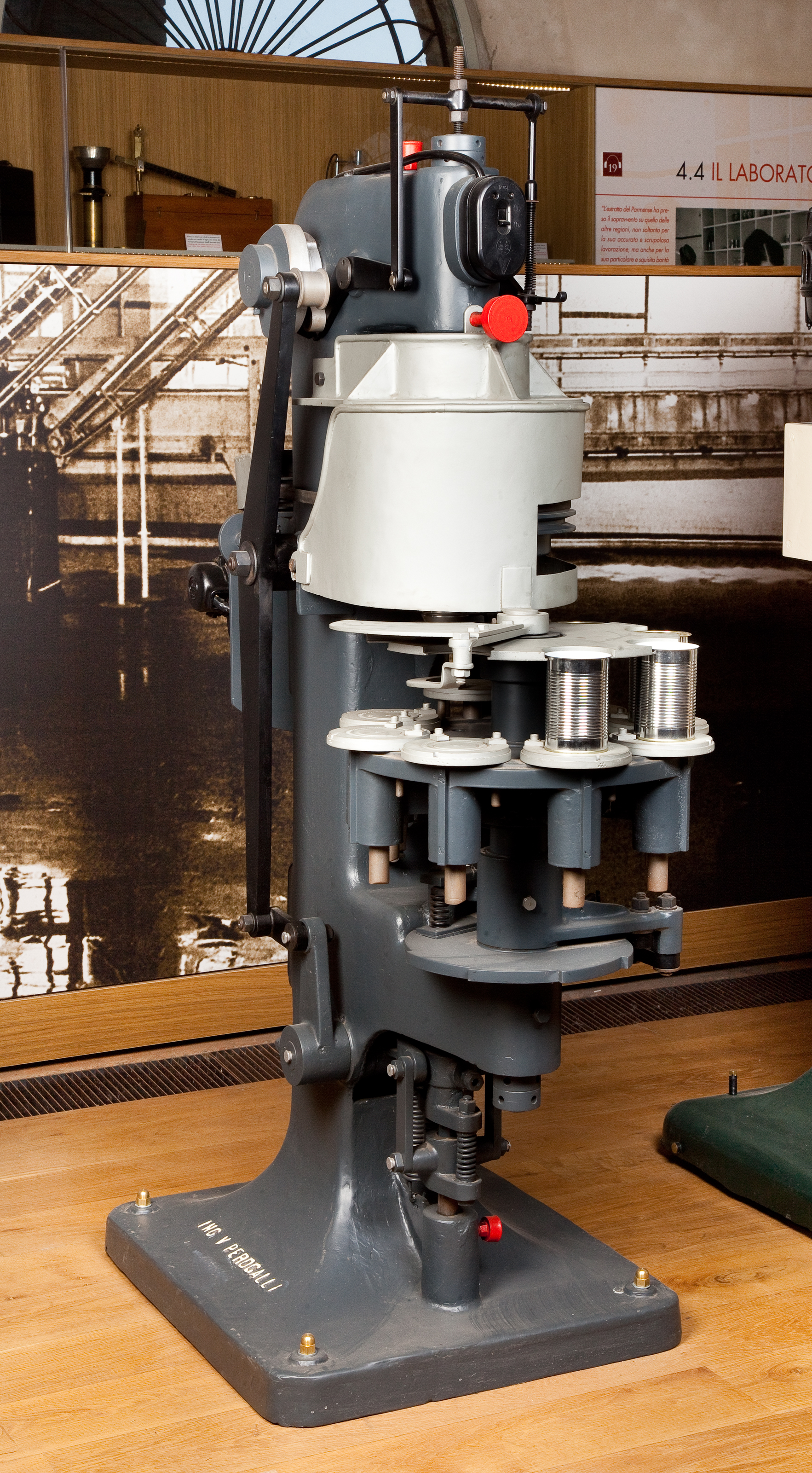
Macchina aggraffatrice per la chiusura delle lattine contenenti la conserva di pomodoro (1970)

## Rischi per la salute
La procedura di preparazione della passata di pomodoro fatta in casa, rispetto alla preparazione industriale, presenta maggiori rischi per la salute, in particolare il rischio di botulismo alimentare, in quanto nella fase di riempimento la passata o il barattolo possono essere contaminati da polvere o germi, e in casa non è possibile replicare le stesse condizioni e procedure di controllo degli alimenti che caratterizzano la produzione industriale.